# Bacôve

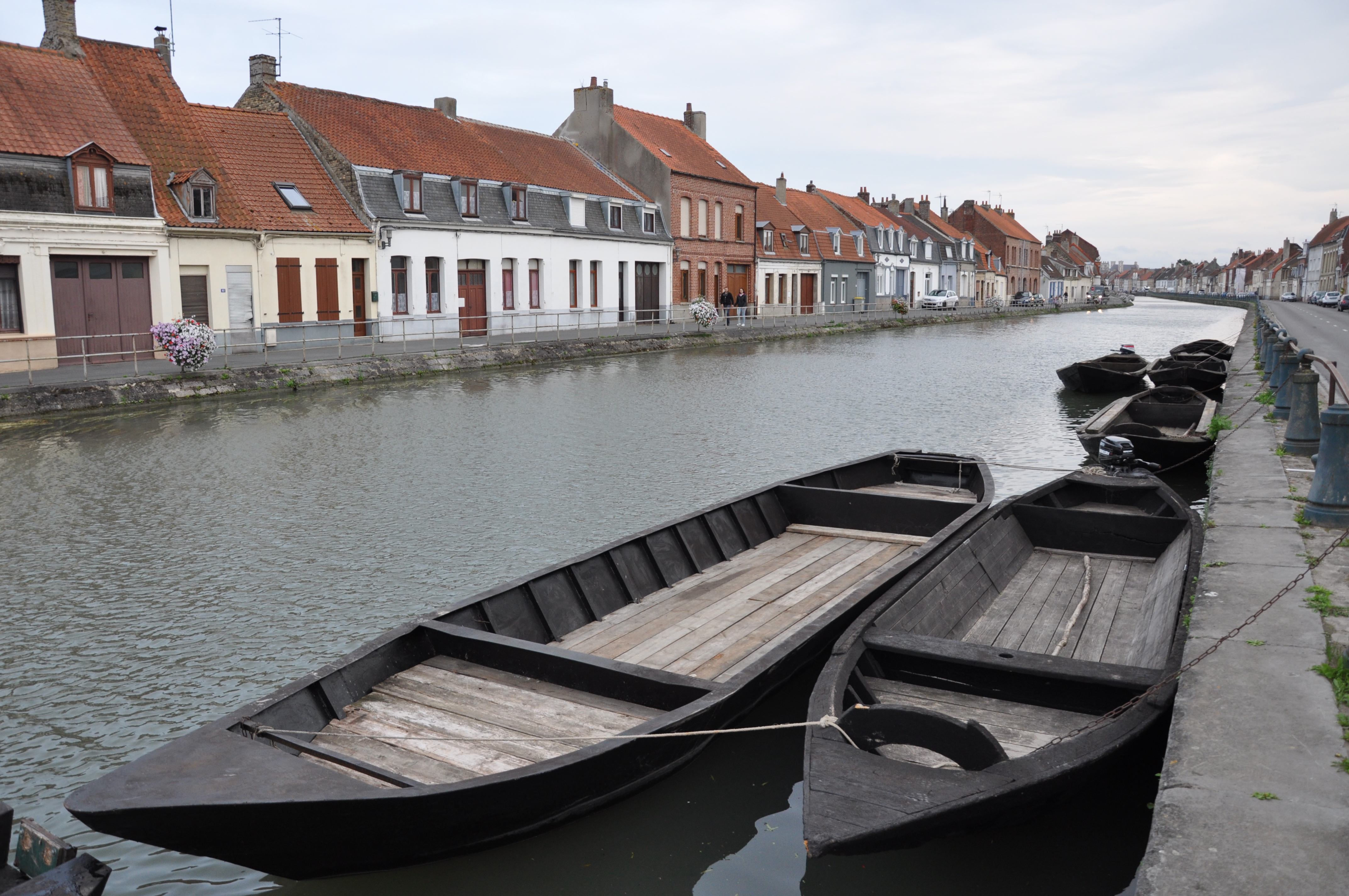
Bacôves, sur le canal du haut-pont à Saint-Omer.

Le bacôve désigne un type de grande barque de rivière à fond plat, démunie de gouvernail. Elle était utilisée par les maraîchers pour transporter leurs légumes, et particulièrement les choux-fleurs, dans le marais audomarois.

## Description et usages
Mesurant environ 2 mètres de large sur 9,5 de long, le bacôve pouvait transporter 3,5 tonnes et était conçu pour servir de "camion" dans le marais audomarois. Cet espace naturel était effectivement dénué de chemins et de ponts avant le grand remembrement foncier opéré entre 1972 et 1984. Ces installations ont rendu quasi inutiles le bacôve et sa petite sœur, l'escute.
Aujourd'hui employés pour le tourisme et la plaisance, les bacôves sont toujours construits par les derniers faiseurs de bateaux dont le chantier naval se situe dans le marais de Lyzel à Saint-Omer.